# Kamjanka (obwód czerniowiecki)
Kamjanka (ukr. Кам'янка) – wieś na Ukrainie w rejonie hlibockim obwodu czerniowieckiego.